# 동탄센트럴파크
동탄센트럴파크(東灘센트럴파크, Dongtan Central Park)은 대한민국 경기도 화성시에 있는 스포츠 시설 및 공원이다. 인조잔디 필드가 갖춰진 축구 경기장을 비롯한 스포츠 시설이 설치되어 있으며, 2008년에 준공되었다.

## 참고 문헌
- “화성시 공원 현황”. 화성도시공사. 2020년 3월 25일에 원본 문서에서 보존된 문서. 2020년 3월 29일에 확인함.
- 《전국 공공체육 시설 현황 (2017년말 기준)》. 대한민국 문화체육관광부. 2019.
- 《2019년 전국 공공체육시설 현황 (2018년말 기준)》. 대한민국 문화체육관광부. 2020.